# Sand
Sand là một thị trấn thuộc hạt Zala, Hungary. Thị trấn này có diện tích 7,48 km², dân số năm 2010 là 410 người, mật độ 55 người/km².